# Anne-Cécile Ciofani

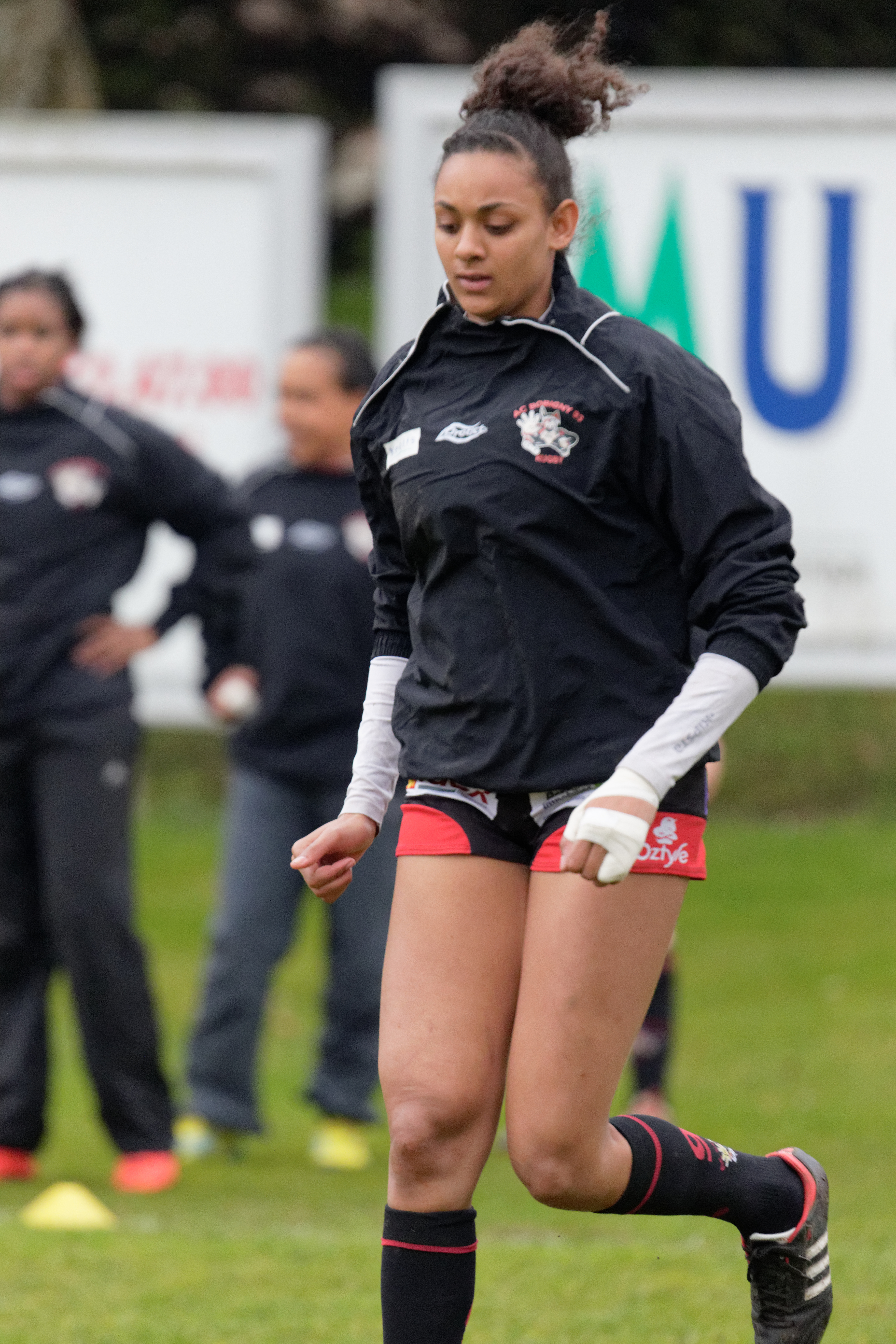
Anne-Cécile Ciofani năm 2015

Anne-Cécile Ciofani  (sinh ngày 14 tháng 12 năm 1993 ở Colombes) là một nữ vận động viên bóng bầu dục người Pháp. Cô đã được trao giải Cầu thủ nữ xuất sắc nhất năm 2021 của Liên đoàn bóng bầu dục thế giới.

## Đời tư
Cô khám phá môn bóng bầu dụ vào năm 18 tuổi khi bắt đầu học môn Khoa học và công nghệ về các hoạt động thể chất và thể thao (STAPS), trong khi cô luyện tập môn phối hợp:
Với kỹ năng về tốc độ của mình, tôi biết mình có thể làm được. Cơ hội để đạt đến cấp độ cao nhất đã thúc đẩy tôi nhiều như việc luyện tập.

Tuy nhiên, sáu tháng sau khi ra mắt, cô được triệu tập vào Trung tâm ưu tú của Marcoussis, nhưng chỉ được triệu tập vào đội tuyển quốc gia vào năm 2018.
Vào năm 2018, khi cô kết thúc năm đầu tiên với tư cách là một cầu thủ chuyên nghiệp tại AC Bobigny, cô đã trở thành đội phó vô địch thế giới môn bóng bầu dục 7 người với đội tuyển Pháp. Cô đã ghi bàn trong trận đấu với Úc, nhà vô địch Thế vận hội Mùa hè, đội đã vượt qua Pháp trong trận chung kết và được bầu là cầu thủ mới xuất sắc nhất của thế giới.
Cô xuất thân từ một gia đình có truyền thống thể thao, cả cha và mẹ đều tham gia Thế vận hội, cha của cô, Walter Ciofani tham gia nội dung ném búa nam ở Los Angeles năm 1984, và mẹ cô là người Cameroon, Jeanne Ngo Minyemeck tham gia nội dung đẩy tạ và ném đĩa tại Seoul 1988. Các chị gái của cô là Juliette (Nhà vô địch trẻ người Pháp) và Audrey Ciofani (Nhà vô địch Pháp Hope và Nhà vô địch hạng ưu) là vận động viên môn ném búa và được cấp phép tại Vòng tròn thể thao Montreuil 93.